# People for Successful Corean Reunification
 (juillet 2019).
People for Successful Corean Reunification (PSCORE, littéralement Personnes pour une réunification coréenne réussie) est une organisation non gouvernementale (ONG) basée à Séoul en Corée du Sud ainsi qu'en Caroline du Nord aux États-Unis.
PSCORE œuvre pour une potentielle réunification de la péninsule Coréenne, suggère des alternatives et agit pour améliorer la situation des réfugiés nord-coréens en Corée du Sud et en Chine pour combler le fossé entre la Corée du Sud, la Corée du Nord et la communauté internationale. L’organisation est composée d’employés nord et sud-coréens, de stagiaires et volontaires coréens et internationaux ainsi que de réfugiés nord-coréens. PSCORE couvre l’actualité sur la Corée du Nord, aide les réfugiés nord-coréens à devenir des citoyens en Corée du Sud et offre également des programmes éducatifs pour les réfugiés.

## Histoire
PSCORE a été créée en octobre 2006 par de jeunes réfugiés nord-coréens, des étudiants sud-coréens et des étrangers établis en Corée du Sud avec comme intérêt commun la réunification de la péninsule Coréenne. L’organisation utilise le « C » dans l’acronyme « PSCORE » pour faire référence à l'orthographe du mot « Corea » qui était utilisé avant le XXe siècle quand les deux pays étaient unis.

## Objectifs
L’organisation encourage l’harmonie et l’entente entre les deux Corées à travers des programmes éducatifs, des campagnes de sensibilisation et des groupes de discussion Afin de promouvoir une potentielle réunification de la péninsule, PSCORE propose des solutions pour se débarrasser des obstacles en créant un espace de discussion sur la réunification, les droits de l’Homme et la démocratisation de la Corée du Nord  Le but de PSCORE est d'également de combler le manque d'aide aux réfugiés nord-coréens pour leur intégration dans la société sud-coréenne. L’organisation est composée de personnes qui partagent un intérêt commun et une passion pour la réunification des deux Corées, les droits de l’Homme en Corée du Nord et pour aider les réfugiés nord-coréens à pouvoir subvenir à leurs besoins.

## Missions

### Rassemblement de données et analyses sur les droits de l'Homme
Des preuves sur les violations des droits de l’Homme en Corée du Nord sont collectées à travers des interviews avec des réfugiés nord-coréens vivant en Corée du Sud. Les données sont utilisées pour écrire des rapports et créer des représentations visuelles sur la crise humanitaire en Corée du Nord disponibles au public. Voici une liste des ouvrages publiés par PSCORE:
| Titre | Année de publication | Contenu |
| --- | -------------------- | --- |
| Social Integration between North and South Koreans (Intégration sociale entre les Coréens du Nord et du Sud)                                                       | 2019                 | Rapport sur la façon dont les Coréens du Nord et du Sud se perçoivent mutuellement et sur les efforts et les difficultés rencontrés par les deux parties pour se comprendre. |
| Cases of Sexual violence against North Korean women and ways to improve (Cas de violence sexuelle à l'encontre des femmes nord-coréennes et moyens d'amélioration) | 2019                 | Rapport qui aborde le thème de la violence sexuelle en Corée du Nord encore trop présente. Des témoignages importants sont ainsi dévoilés pour comprendre l'ampleur du problème. |
| Forgotten abductees: 50 years in North Korea (Les otages oubliés: 50 ans en Corée du Nord)                                                                         | 2019                 | Rapport qui fait la lumière sur l'enlèvement de Sud-Coréens et d'étrangers par le gouvernement Nord-Coréen lors du détournement de l'avion KAL YS-11 en 1969. |
| Violation of children's rights in North Korea (Violation des droits de l'enfant en Corée du Nord)                                                                  | 2018                 | Rapport qui aborde le système éducatif nord-coréen, le travail des enfants et la maltraitance des enfants. |
| Forced to hate (Forcés à détester) | 2018                 | Rapport qui aborde le système éducatif nord-coréen, les violations des droits de l'Homme qui en découlent et propose des solutions pour améliorer la situation. |
| Unending oil: child labor within North Korea (Interminable labeur: travail infantile en Corée du Nord)                                                             | 2017                 | Rapport à propos des différents travaux auxquels sont confrontés les enfants dans le cadre et à l'extérieur du système éducatif. |
| The faceless ones (Les sans visages) | 2016                 | Compilation de divers témoignages sur la vie quotidienne en Corée du Nord comme par exemple dans les écoles, les camps de détention, les fermes collectives et le service militaire. |
| PSCORE 's 1Oth anniversary white paper (Le livre blanc des 10 ans de PSCORE)                                                                                       | 2016                 | Ce document est un bilan complet des activités de PSCORE depuis sa création par Kim Young-Il en 2006. |
| Transnational abuse & exploitation (Maltraitance et exploitation transnationale)                                                                                   | 2016                 | Rapport qui aborde les violations des droits de l'Homme qui ont lieu lorsque les Nord-Coréens partent travailler à l'étranger. |
| Human rights violations in North Korea (Violations des droits de l'Homme en Corée du Nord)                                                                         | 2013                 | Rapport qui met l'accent sur les violations des droits de l'Homme commises par les autorités nord-coréennes sur le territoire de la république populaire démocratique de Corée au cours des dernières années. |
| Only the freedom to breathe (Juste la liberté de respirer) | 2013                 | Livre qui aborde les violations des droits de l'Homme commises par la Corée du Nord, pays connu pour ses tests nucléaires, sa dictature et son communisme. Il contient des témoignages de réfugiés nord-coréens à propos des violations des droits de l'homme dont ils ont été témoins ou dont ils ont fait l'expérience. Les données sont rassemblées sur une carte Google Maps qui affiche l'heure, la localisation, le type d'offense, l'auteur et des informations sur la victime. |
| North Korea (Corée du Nord) | 2013                 | Collection d'images qui contient des informations et des faits concernant les traditions et les violations des droits de l'Homme en Corée du Nord. Les sujets abordés sont l'éducation, le travail, l'économie, les médias, la culture, le peuple, la politique, les crimes et les punitions. |

### Statut de consultant auprès du ECOSOC des Nations Unies
En 2012, PSCORE a reçu le statut de consultant pour le Conseil économique et social des Nations unies qui permet aux ONG de soumettre des rapports écrits au Conseil des droits de l'homme des Nations unies, prendre la parole au cours des sessions, prendre part aux réunions du Conseil des Droits de l’Homme et organiser des évènements en parallèle dans le cadre des sessions du Conseil,.

### Conférences internationales et séminaires
Séoul héberge chaque année une Conférence Internationale sur les Droits de l'Homme en Corée du Nord et d'autres conférences sur les droits de l'Homme chaque avril à l'occasion de la Semaine de la Liberté en Corée du Nord. Les conférences et séminaires organisés par PSCORE ont pour but de sensibiliser le public sur des sujets tels que la réunification de la péninsule Coréenne  et les droits de l'Homme en Corée du Nord.

### Programmes éducatifs
À Séoul, PSCORE aide les réfugiés nord-coréens à travers l’éducation pour pallier le fait que les Coréens du Nord ne reçoivent pas d’enseignement de l’anglais. Les sessions de cours particuliers individuels d’anglais et les classes hebdomadaires permettent aux réfugiés d’avoir accès à des ressources et supports pour apprendre l’anglais alors que le système éducatif en Corée du Sud requiert de plus en plus que les étudiants de sachent parler anglais. Les professeurs volontaires les aident aussi en sciences, en mathématiques et à écrire des dissertations. Certains réfugiés nord-coréens qui commencent leurs études à l’université sont surpris du niveau d’anglais requis pour leurs études Soixante-dix pour cent des étudiants à PSCORE demandent de l’aide en anglais comme il est de plus en plus utilisé au travail et dans la vie quotidienne en Corée du Sud. PSCORE organise également des excursions mensuelles pour des participants sud-coréens, nord-coréens et étrangers afin de les faire se rencontrer et participer à des activités culturelles ensemble.

### Aide aux réfugiés en Chine
PSCORE fournit des biens de première nécessité pour les réfugiés nord-coréens en Chine comme de la nourriture, des médicaments et des vêtements chauds. Les enfants orphelins fuyant la Corée du Nord ont constamment peur de se faire renvoyer en Corée du Nord. Sans aucuns droits, ils ne peuvent pas recevoir la nationalité et ne peuvent également pas recevoir une aide médicale ou une éducation. PSCORE assiste ces enfants en les aidant à régulariser leur situation afin qu’ils puissent aller à l’école et recevoir des produits de première nécessité : des vêtements, un logement et un soutien financier. PSCORE gère également des maisons sécurisées pour protéger les réfugiés du gouvernement nord-coréen. Ces maisons sont équipées d'eau courante d'électricité et sont surveillées par des membres de PSCORE.

### Campagnes de sensibilisation en ligne
À travers des campagnes de sensibilisation en ligne, PSCORE organise des concours pour des étudiants à l'université dont le but est de proposer des solutions créatives pour la démocratisation en Corée du Nord.

### Campagnes de sensibilisation dans la rue
Chaque année, PSCORE organise des campagnes de sensibilisation dans la ville de Séoul pour instruire le public à propos des violations des droits de l’Homme en Corée du Nord. Une vingtaine de pancartes abordant des sujets et problèmes différents sont mises à disposition. Les volontaires de PSCORE engagent la discussion avec les passants intéressés pour leur apporter plus d’informations sur la situation. Les campagnes ont eu lieu à l’aéroport international de Gimpo, la station du parc historique et culturel de Dongdaemun, la station Yongsan, la station d’Itaewon, l’Université Hongik et la Seoul National University of Education.

## Ancienne activité
Tous les deux à trois mois de 2011 à 2015, PSCORE organisait des concerts intitulés « Rock out for a Good Cause » dans la discothèque Freebird dans le quartier de Hongdae à Séoul. Les concerts ont accueilli des groupes de musiques coréens et étrangers. Ces événements furent l'occasion pour PSCORE de recevoir une reconnaissance pour son travail, et de lever des fonds pour ses programmes ainsi qu’offrir une occasion pour des artistes locaux de se produire devant jusqu’à 160 personnes.